# HD 10700 b
HD 10700 b (Tau Ceti b) — екзопланета у зірки Тау Кита.
Відкрита в 2012 році.
Маса планети дорівнює 00063 ± 00025 мас Юпітера.  Орбітальний період 13965 ± 0024 днів.  Відстань в перицентра 0088 а.  е. Відстань в апоцентрі 0404 а.  е. Планета знаходиться на мінімальній відстані від зірки Тау Кіта що унеможливлює наявність на її поверхні рідкої води.